# Бутурак
Бутурак, наричан още планински очиболец и горско прозорче, (Potentilla erecta) е тревисто многогодишно растение от семейство розови. Разпространено из ливади и каменливи места в предпланинските и планинските области.
За медицински цели се използват коренищата (отвара), надземната част (отвара).